# Jurassic Park: Operation Genesis
Jurassic Park: Operation Genesis egy szórakoztató parképítő/menedzselő videójáték, amely a Jurassic Park filmsorozat és Michael Crichton regénye alapján készült. Elérhető PC-n, Xbox-on és Playstation 2-n, ezenkívül az internetről ingyenesen letölthető. A játék lényege létrehozni egy dinoszauruszokkal telis-teli parkot. A játékos építhet utakat, s a látogatók számára fontossággal bíró helyiségeket.(Ilyen például a mellékhelyiség, a büfé stb.) A parkban akár hatvan dinoszauruszt is gondozhatunk, és huszonöt különböző faj áll rendelkezésre. Figyelembe kell venni, hogy a park legyen biztonságos. A játékos a filmhez hasonló látnivalókat építhet, pl. a szafari, de még számtalan egyéb látnivaló is izgalmassá teszik a játékot (Például léggömb túra, kilátók stb...).

## Játékmenet
A játékos fő célja egyszerű: létrehozni egy parkot, amelyben dinoszauruszokat tenyészthetünk, bővíthetjük a park területét és érdekesebbnél érdekesebb látnivalókat építhetünk a látogatók számára. Eközben minősítést is kapunk (a legjobb minősítés az 5 csillag). A dinoszauruszaink számára építeni kell etetőket (a ragadozókat kecskékkel, tehenekkel; a növényevőket bálatakarmánnyal etetik).
A játékos is létrehozhat dinoszauruszokat, ehhez viszont rendelkeznie kell az adott dinoszaurusz DNS-nek jelentős hányadával (min. 50%).

### Küldetések
A játék 10 küldetésből áll. Egyes weboldalak, mint IGN és a GameSpot előzeteseken jelezték, hogy 12 küldetés lesz a játékban. Körülbelül három-négy alaptípusa van a küldetéseknek, beleértve a dinoszauruszfotózást, mely során megpróbál a játékos bizonyos mennyiségű pontot összegyűjteni. Itt megtalálja az összes küldetést:

#### A Picture is Worth a Hunred Points: (Egy kép száz pontot ér)
A Jurassic Park-ot azzal vádolják, hogy hamisak a dinoszauruszok így a játékosnak segítenie kell a park munkatársainak és bizonyítani, hogy a kétkedők tévednek, ezért különböző dinoszauruszokról kell meggyőző fényképeket készíteni.

#### When Charnivores Attack: (Amikor a ragadozók támadnak)
A park húsevői elszabadultak, a játékos feladata, hogy a helikopter segítségével vadássza le őket.

#### Time to Get Moving: (Ideje indulni)
A játékosnak kell a gyülekező Parasaurolophusokat és Edmontosaurusokat a kijelölt területre, a ragadozók elkerülésével eljuttatni.

#### Dinosaurs and Weather: (Dinoszauruszok és időjárás)
Az InGen tudósok szeretnének további kutatásokat végezni, hogy hogyan viselkednek a dinoszauruszok az időjárási körülmények között.

#### Rescue The President: (Mentsd meg az elnököt)
Dregovia (kitalált ország) elnöke érkezett a Jurassic Park-ba, éppen amikor vihar sújtotta a szigetet. A játékosnak meg kell fékezni a tomboló ragadozókat, és meg kell mentenie az elnököt.

#### Danger Club Safari: (Danger Club szafari)
A Danger Club hajlandó nagy mennyiségű pénzt adományozni a Jurassic Park-nak, ha sikerül lefotózni a veszélyes ragadozókat.Például fotókat kell készíteni s Spinosaurus-ról, Velociraptorok-ról, Tyrannosaurus-ról, Carchadontosaurus-ról s egyéb ragadozókról. Erről készíts fotókat: harc, vadászat és táplálkozás.

#### Rescue Hammond: (Hammond mentőakció)
Ebben a küldetésben Mr Hammondot kell megmenteni a katasztrófa sújtotta parkból.

#### Cleanup Operation: (Tisztító művelet)
A park automata keltetői meghibásodtak, nem lehet ellenőrizni őket, minek folytán ragadozók szabadultak el. Először is az automata keltetők generátorát kell tönkretenni, hogy megszűnjön a ragadozók számának növekedése. Ezután a látogatókat kell megmenteni. Majd egyesével le kell lövöldözni a ragadozókat.

#### The Amazing Maze: (Az elképesztő Labirintus)
A játékosnak a gyülekező Ouranosaurus-okat és az Edmontosaurus-okat egy elektromos kerítésekkel, ragadozókkal ellátott labirintuson keresztül kell a gyülekezési területre eljuttatni.

#### Jurassic Park Calendar: (Jurassic Park naptár)
Sok Jurassic Park látogató azt mondja, hogy szeretné látni a park összes tulajdonságát a dinoszauruszaival.

#### B Helyszín
Miután az összes küldetés befejeződött, a Site B opció a címlapon feloldásra kerül, mely lehetővé teszi a játékos számára egy kerítések, épületek és látogatók nélküli helyszínen a dinoszauruszok szaporítását (vagyis például nincsenek biztonsági épületek és vadőr állomás). Helyszín: Isla Sorna szigete. Nyolc keltetőt kap a játékos ebben a kampányban. Dinoszauruszok születnek meg és élik a szigeten az életüket betegség vagy szabályok nélkül és amíg van elég étel, addig a játékos nyugodtan hátradőlhet és élvezheti a látványt.

## Dinoszauruszok

### Ragadozók

#### Nagy ragadozók
Tyrannosaurus, Spinosaurus, Acrocanthosaurus, Carcharodontosaurus, Allosaurus

#### Kis ragadozók
Velociraptor, Dilophosaurus, Albertosaurus, Ceratosaurus

### Növényevők

#### Nagy növényevők
Triceratops, Ankylosaurus, Parasaurolophus, Corythosaurus, Edmontosaurus, Styracosaurus, Stegosaurus, Brachiosaurus, Camarasaurus, Ouranosaurus, Torosaurus

#### Kis növényevők
Gallimimus, Dryosaurus, Pachycephalosaurus, Homalocephale, Kentrosaurus